# Буг (приток Маты)
Буг — река в России, протекает по Бакалинскому району Башкортостана. Устье реки находится в 12 км по левому берегу реки Мата. Длина реки составляет 14 км.
Берёт начало у села Бугабашево. Протекает через Куруч-Каран, Яна-Куч и Килькабызово.
Система водного объекта: Маты → Сюнь → Белая → Нижнекамское водохранилище → Кама → Волга → Каспийское море.

## Данные водного реестра
По данным государственного водного реестра России относится к Камскому бассейновому округу, водохозяйственный участок реки — Белая от города Бирск и до устья, речной подбассейн реки — Белая. Речной бассейн реки — Кама.
Код объекта в государственном водном реестре — 10010201612111100026688.